# Cá nhân luận
Cá nhân luận là khái niệm tiếng Việt đặt cho phương pháp diễn giải xã hội học có tên tiếng Anh là Methodological Individualism, hoặc khởi nguồn từ tiếng Đức Methodische Individualismus, là khái niệm hẹp dùng trong nghiên cứu phần nào nằm trong nhưng không hoàn toàn giống khái niệm về chủ nghĩa cá nhân, nhất là hiểu theo nghĩa chính trị. Phương pháp luận này được xây dựng trên cơ sở một nhánh triết học muốn giải thích và hiểu các phát triển xã hội như là một tập hợp của các quyết định và hành động của các cá nhân, còn có thể được hiểu như là phương pháp giản lược (reductionism).
Một trong số các nét sơ khai nhất của cá nhân luận xuất hiện trong những công trình của Thomas Carlyle từ thế kỷ 18, coi lịch sử nhân loại là tập hợp những tiểu sử của các nhân vật nổi tiếng. Triết gia William James trong thế kỷ 19 muốn mở rộng ra thành là tiểu sử của không chỉ các lãnh đạo mà cả những thành viên bình thường trong xã hội nữa. Hệ tư tưởng này cũng được trào lưu kinh tế học tân cổ điển áp dụng, giải thích các hiện tượng kinh tế thông qua những hành động tập thể có logic của các cá nhân, hay còn gọi là con người kinh tế (homo economicus). Một trong số những trung tâm phát triển mạnh hệ tư tưởng này là trường phái kinh tế triết học tâm lý của Áo (Austrian School). Các tên tuổi khác có thể kể đến Max Weber, Karl Popper, Friedrich Hayek, hay kinh tế gia được giải Nobel năm 1994 Kenneth Arrow.
Trong ngành xã hội, triết gia Mác-xít Jon Elster thuộc nhóm đi đầu với tiên đề "thành tố cơ bản của cuộc sống xã hội là hành động của con người cá nhân", và định nghĩa: "Để giải thích các cơ quan xã hội và thay đổi xã hội cần phải thể hiện sự biến đổi đó như là kết quả của các hành động và giao lưu của các cá nhân. Cách nhìn đó thường được gọi là cá nhân luận, là cách nhìn mà tôi vốn dĩ cho là đúng". Elster đã tạo ra một cuộc tranh luận triết học hào hứng trên thế giới trong thập niên 1980, giữa trường phái phân tích của chủ nghĩa Mác và phương pháp cá nhân luận mà nhiều người còn gọi là chủ nghĩa đế quốc của những chọn lựa hợp lý (rational choice imperialism). Trước đó các tranh luận quanh khái niệm này, chống lại trường phái toàn thể luận (methodological holism), từng được Hayek, Popper và J. Watkins khởi xướng trong thập niên 1950. Một số đánh giá cho rằng Max Weber là người đầu tiên đưa ra hệ thống lý luận đầy đủ cho cá nhân luận, dù khái niệm này do chính học trò của ông, Joseph Schumpeter đưa ra bằng tiếng Đức vào năm 1908 và rồi tiếng Anh vào năm 1909 khi trình bày tư tưởng Weber.
Cá nhân luận cũng không đồng ý với quan điểm của nguyên tử luận hay phân tâm học, sinh xã hội học, và văn hóa tiến hóa vì giản lược xã hội xuống còn thành tâm lý học, hay những phương pháp phân tích chỉ đơn thuần dựa vào xác suất thống kê. Trung tâm của cá nhân luận là hành động (action).